# Mamerow Racing
Mamerow Racing ist ein Motorsportteam und Fahrzeugtuner aus Castrop-Rauxel. Teamchef und Geschäftsführer des auf Porsche-Fahrzeuge spezialisierten und 1988 gegründeten Unternehmens ist Peter Mamerow.

## Motorsport
Die Motorsport-Geschichte von Mamerow Racing begann 1982 mit der Teilnahme von Peter Mamerow am VW-Golf-Cup. Ein Jahr später folgte der Sieg im Deutschen Rundstreckenpokal. 1984 belegte er den vierten Platz in der Produktionswagen-Europameisterschaft. Anschließend fuhr er im Deutschen Langstreckenpokal. 1990 bestritt er die Deutschen Tourenwagen Challenge. In den folgenden beiden Jahren fuhr Mamerow im Porsche Carrera Cup Deutschland. Von 1993 bis 1995 nahm er am ADAC GT Cup teil. 1996 startete er auf Audi 80 im Super Tourenwagen Cup, erreichte aber nur den 23. Platz in der Fahrerwertung. Nach einem weiteren Jahr im Langstreckenpokal, wo der zweite Meisterschaftsplatz erreicht wurde, trat Mamerow 1998 auf Audi A4 wieder im Super Tourenwagen Cup an. Er erreichte nur den 20. Platz in der Fahrerwertung, wurde aber drittbester Privatfahrer.
Ab 1999 konzentrierte sich Peter Mamerow auf die Nachwuchsförderung und setzte zwei Fahrzeuge in der Formel BMW ein. In der ersten Saison gelang Mamerow Racing mit seinen Fahrern André Lotterer und Martin Tomczyk der Gewinn der Teamwertung. 2000 gelang dieser Erfolg mit den Fahrern Hannes Lachinger und Henrik Wilking erneut. Auch 2001 ging der Meisterschaftssieg, unter anderem mit Timo Glock, sowohl in der Fahrer- als auch in der Teamwertung wieder an Mamerow Racing. Im gleichen Jahr fuhr Peter Mamerow als erster Opel-Privatfahrer in der DTM. Allerdings war er mit dem Vorjahresfahrzeug chancenlos und erzielte keine Meisterschaftspunkte. 2002 erzielte Mamerow Racing den zweiten Platz in der Teamwertung der Formel BMW ADAC. 2003 startete das Team in der BFGoodrich Langstreckenmeisterschaft, wo Peter Mamerow mit Klaus Niedzwiedz einen Rennsieg feiern konnte.
2004 kehrte Mamerow Racing wieder zum Porsche Carrera Cup zurück und erreichte Platz vier in der Teamwertung. Ab 2005 saß nun auch Peter Mamerows Sohn Christian hinter dem Steuer eines Mamerow-Porsche. Er erzielte Platz sechs in der Fahrerwertung, während Mamerow Racing in der Teamwertung auf den achten Platz kam. Im gleichen Jahr starteten Peter und Christian Mamerow auf einem Porsche 996 GT3 RSR in der BFGoodrich Langstreckenmeisterschaft und erreichten als bestes Ergebnis einen zweiten Platz. 2006 erreichte Christian Mamerow den fünften Platz in der Fahrerwertung des Porsche Carrera Cups. In der Langstreckenmeisterschaft erzielten Peter und Christian Mamerow als bestes Resultat zwei Mal Platz zwei. 2007 sicherte sich Christian Mamerow den vierten Platz in der Fahrerwertung des Porsche Carrera Cups. In der Teamwertung belegte Mamerow Racing in der Endabrechnung Platz zwei. Im selben Jahr konnten Peter und Christian Mamerow in der Langstreckenmeisterschaft ihren ersten gemeinsamen Rennsieg feiern. Außerdem nahm das Team auch an zwei Rennwochenenden der ADAC GT Masters teil. Dabei erzielte es einen zweiten Platz auf dem Nürburgring sowie einen vierten Platz in Oschersleben. In der Saison 2008 steigerte sich Christian Mamerow im Porsche Carrera Cup auf den dritten Meisterschaftsplatz. Mamerow Racing schloss die Saison mit Platz vier in der Teamwertung ab.
Seit 2009 bestreitet Mamerow Racing mit dem Porsche 997 GT3 Cup S regelmäßig Rennen in der BFGoodrich Langstreckenmeisterschaft. Nach einem zweiten Platz beim Saisonauftakt konnte Christian Mamerow schon im zweiten Rennen einen Sieg mit Lance David Arnold feiern. Damit war Mamerow Racing das erste Team, das einen Langstreckenmeisterschaftssieg mit einem Fahrzeug der neuen Klasse GT3 erringen konnte. Die Saison nahm ein überaus erfolgreiches Ende für Mamerow Racing, als Christian Mamerow mit Dirk Werner drei Rennen in Folge gewann.